# Arctostaphylos viscida
Arctostaphylos viscida är en ljungväxtart. Arctostaphylos viscida ingår i släktet mjölonsläktet, och familjen ljungväxter.

## Underarter
Arten delas in i följande underarter:
- A. v. mariposa
- A. v. pulchella
- A. v. viscida

## Bildgalleri

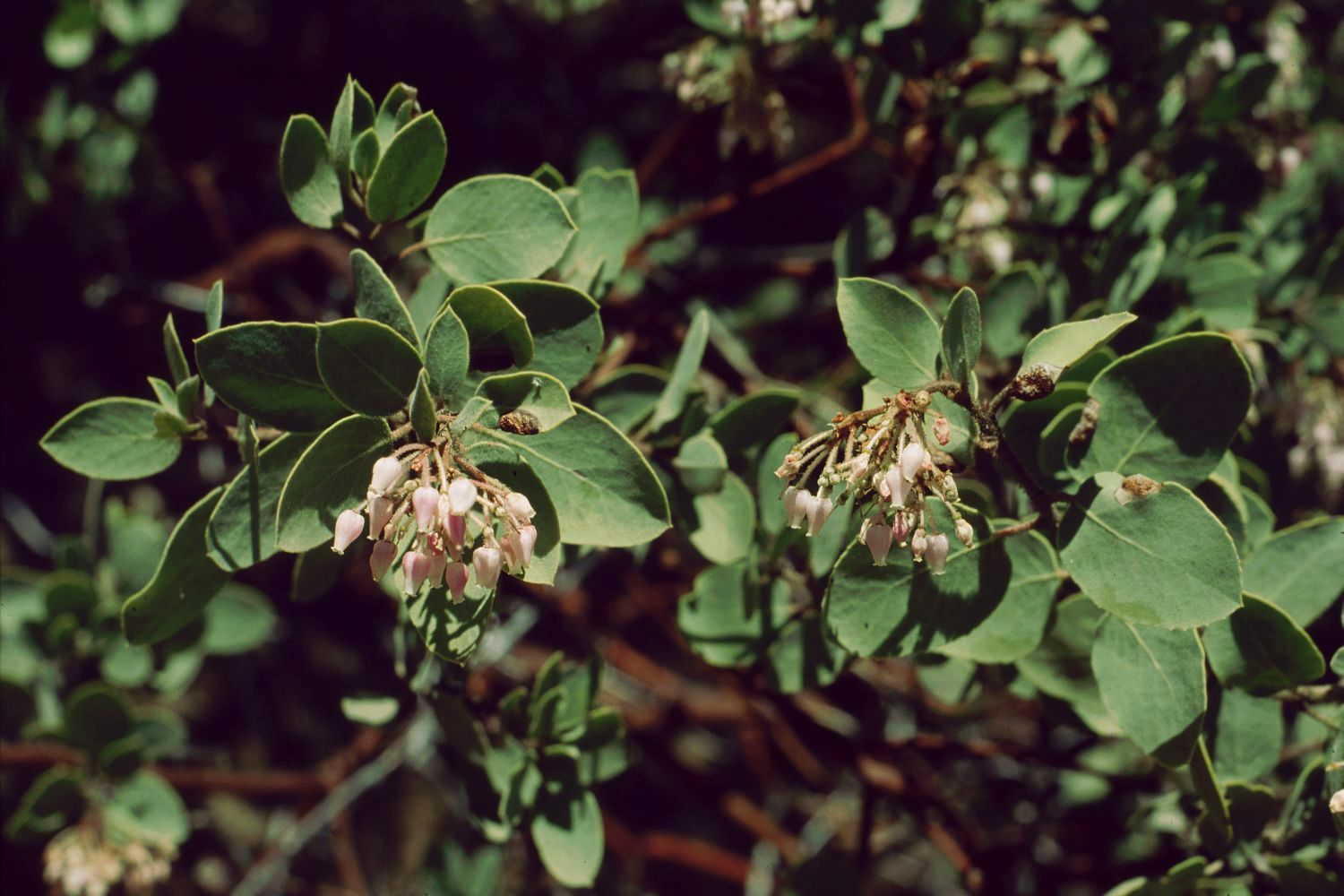
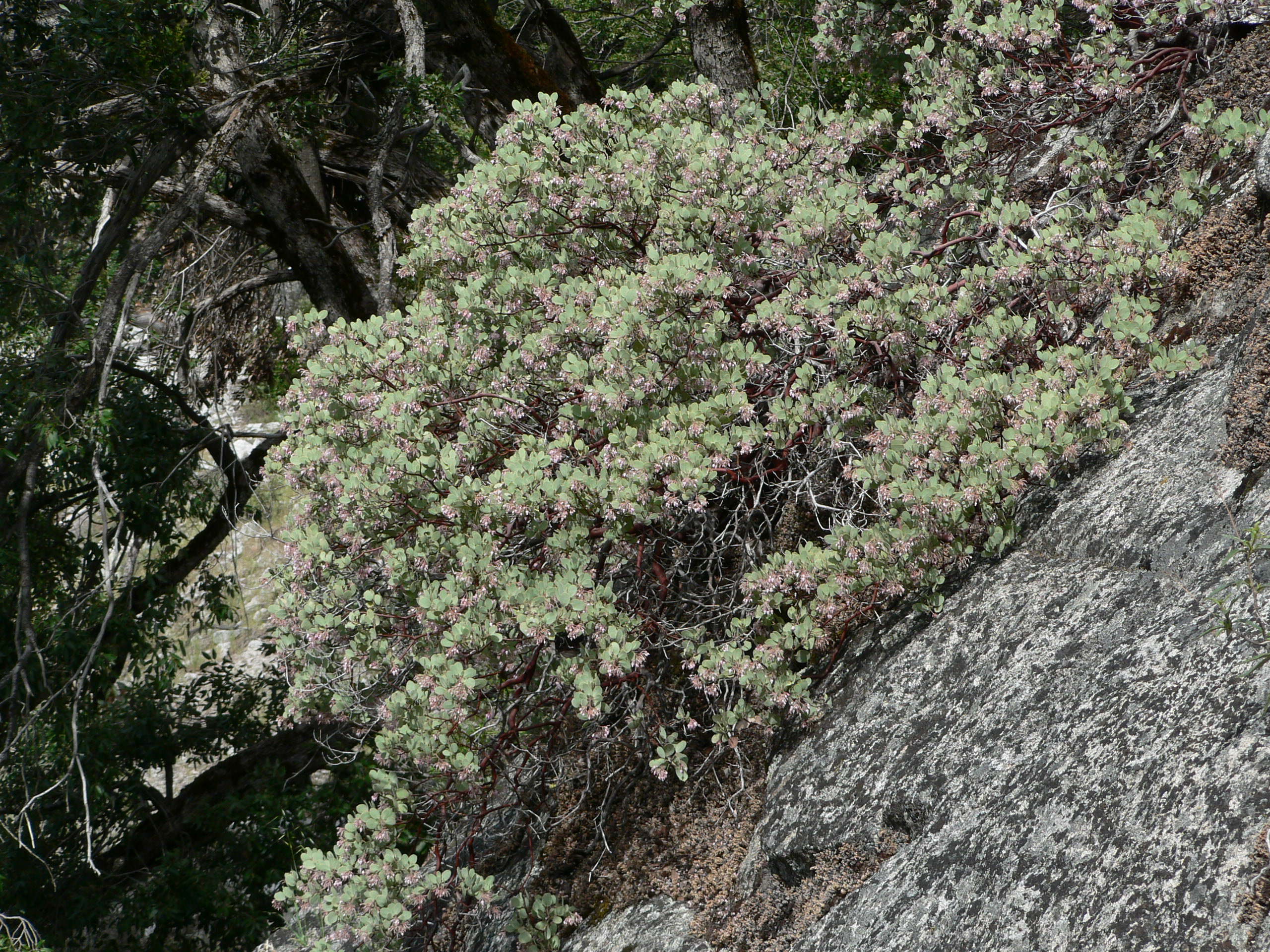
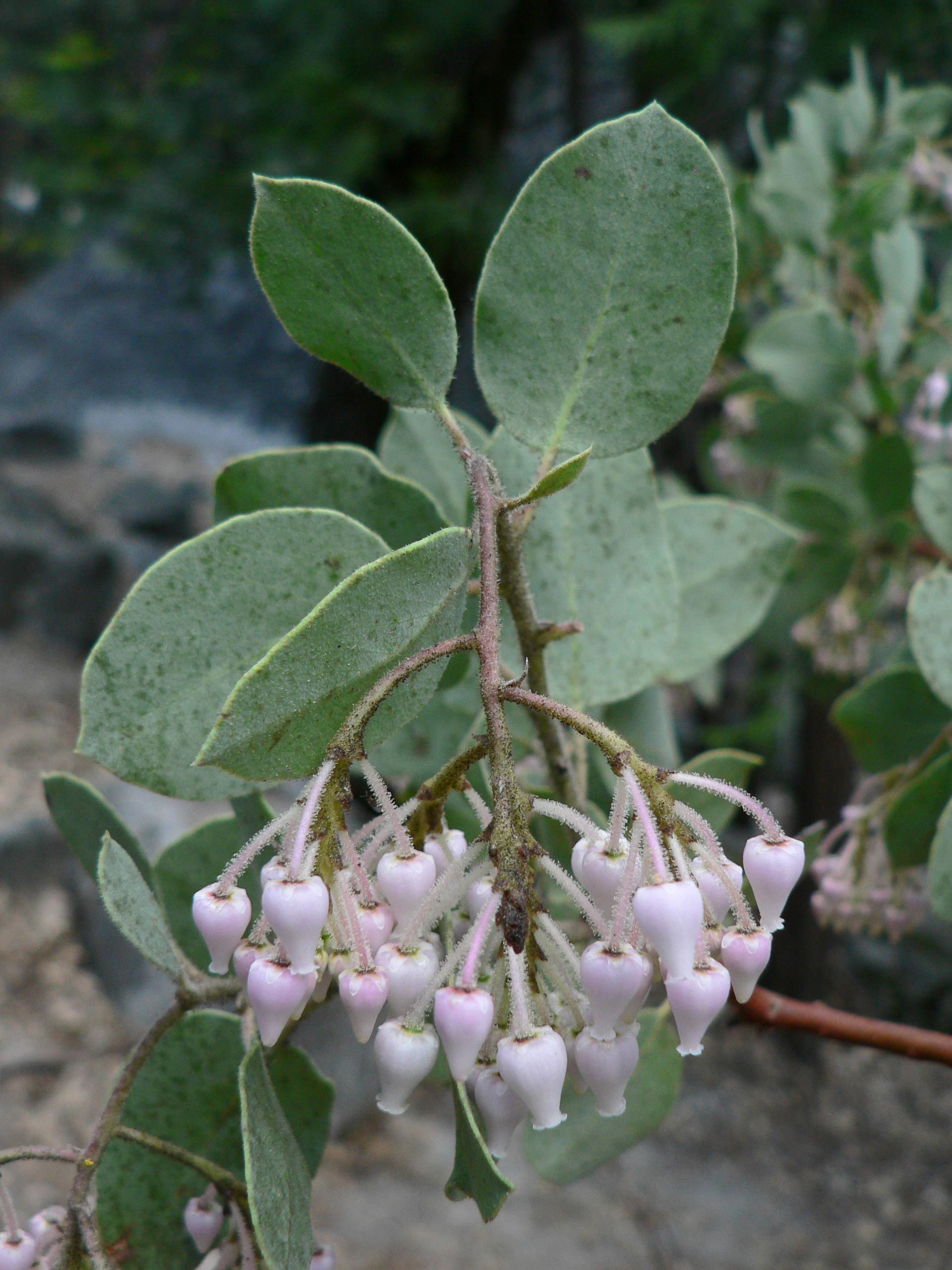
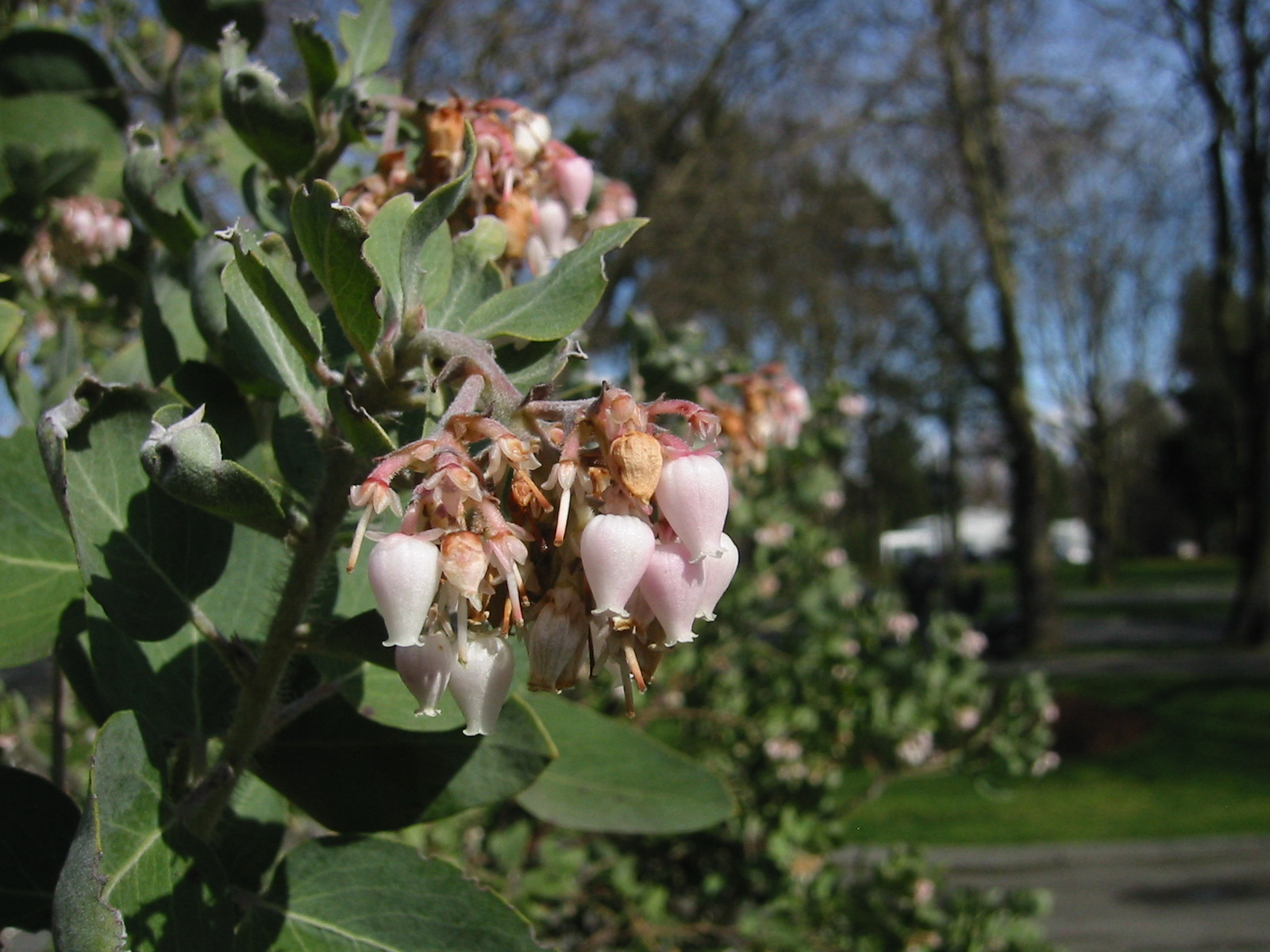
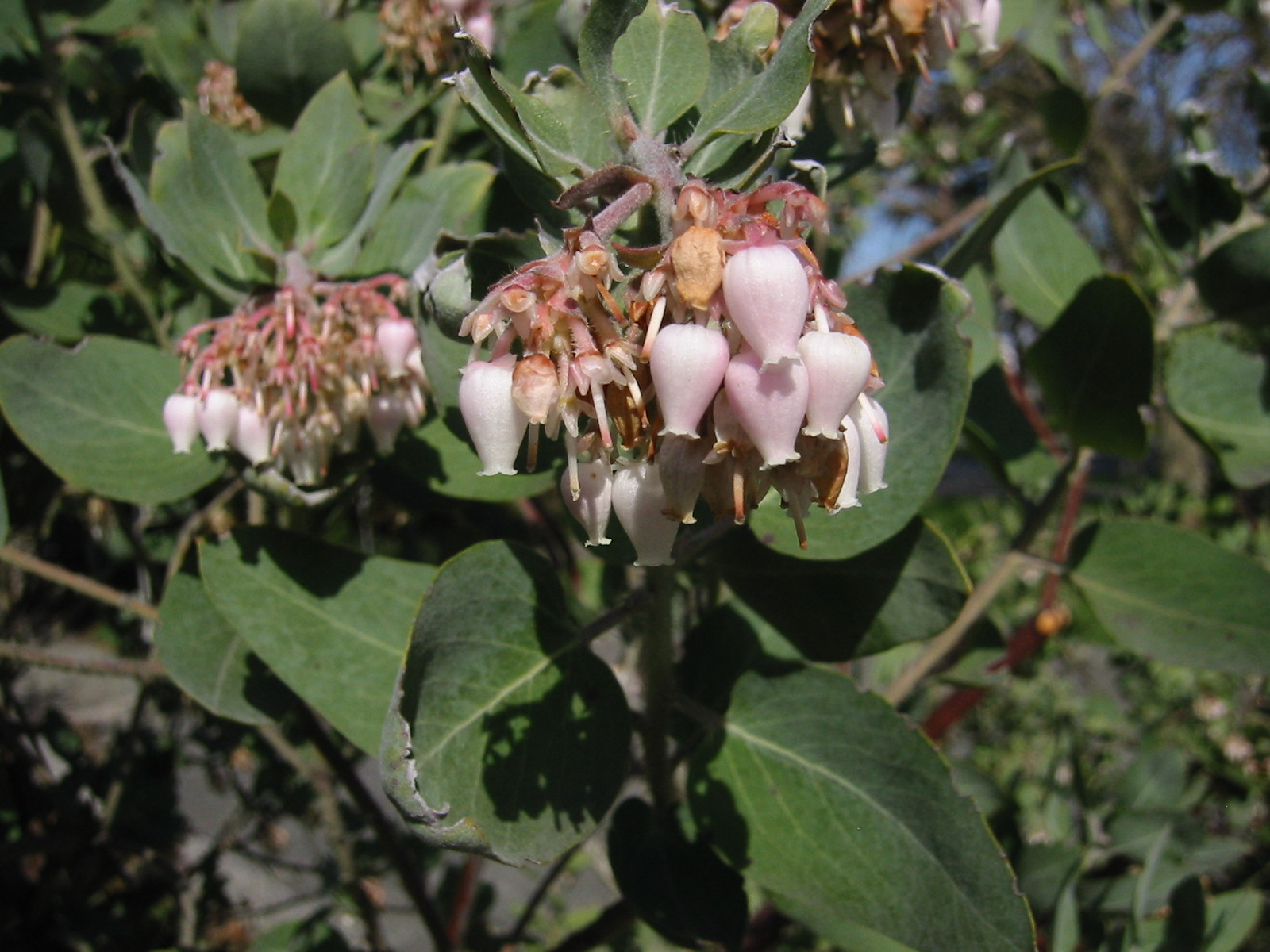
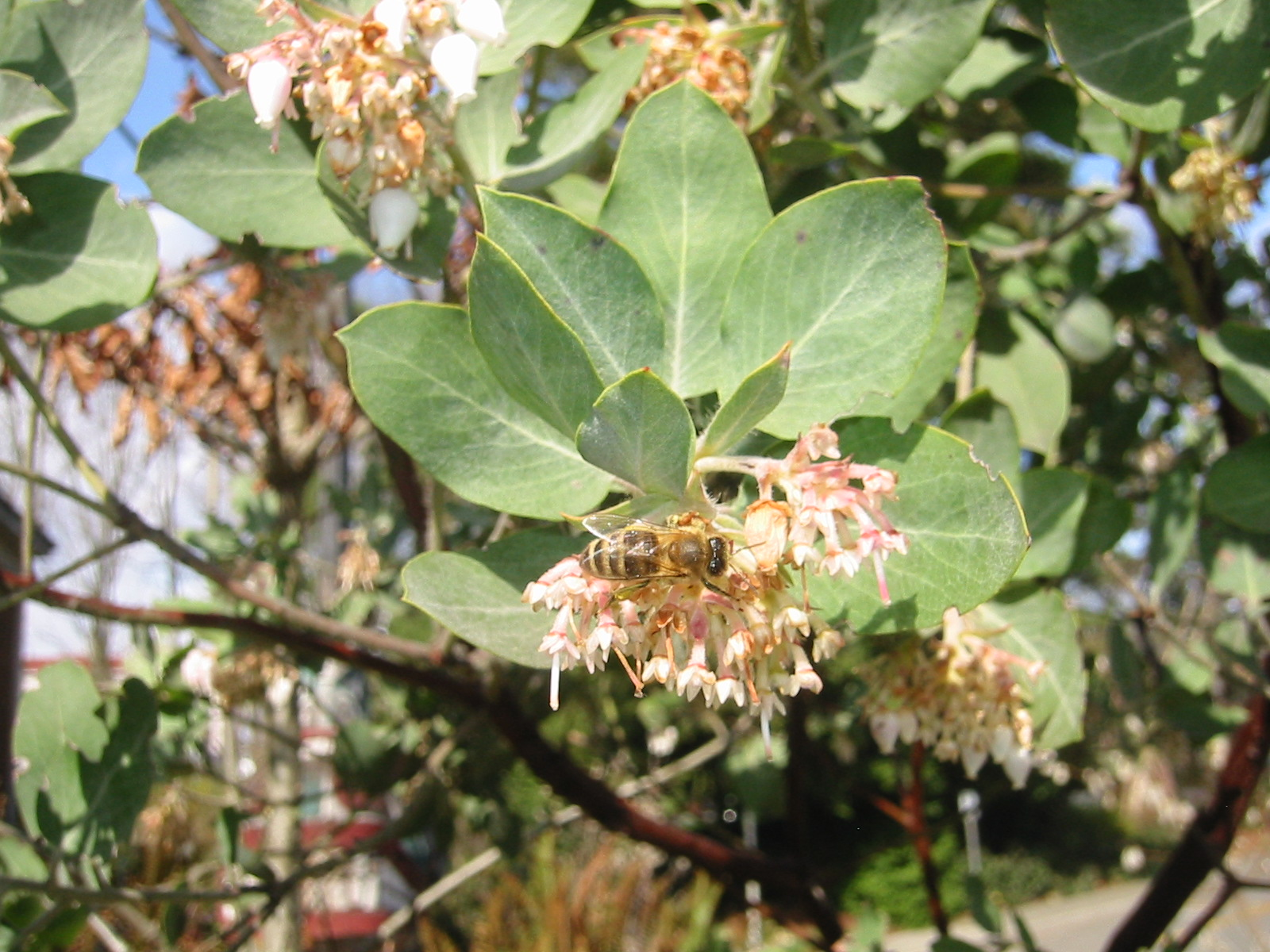